# Prix Femina

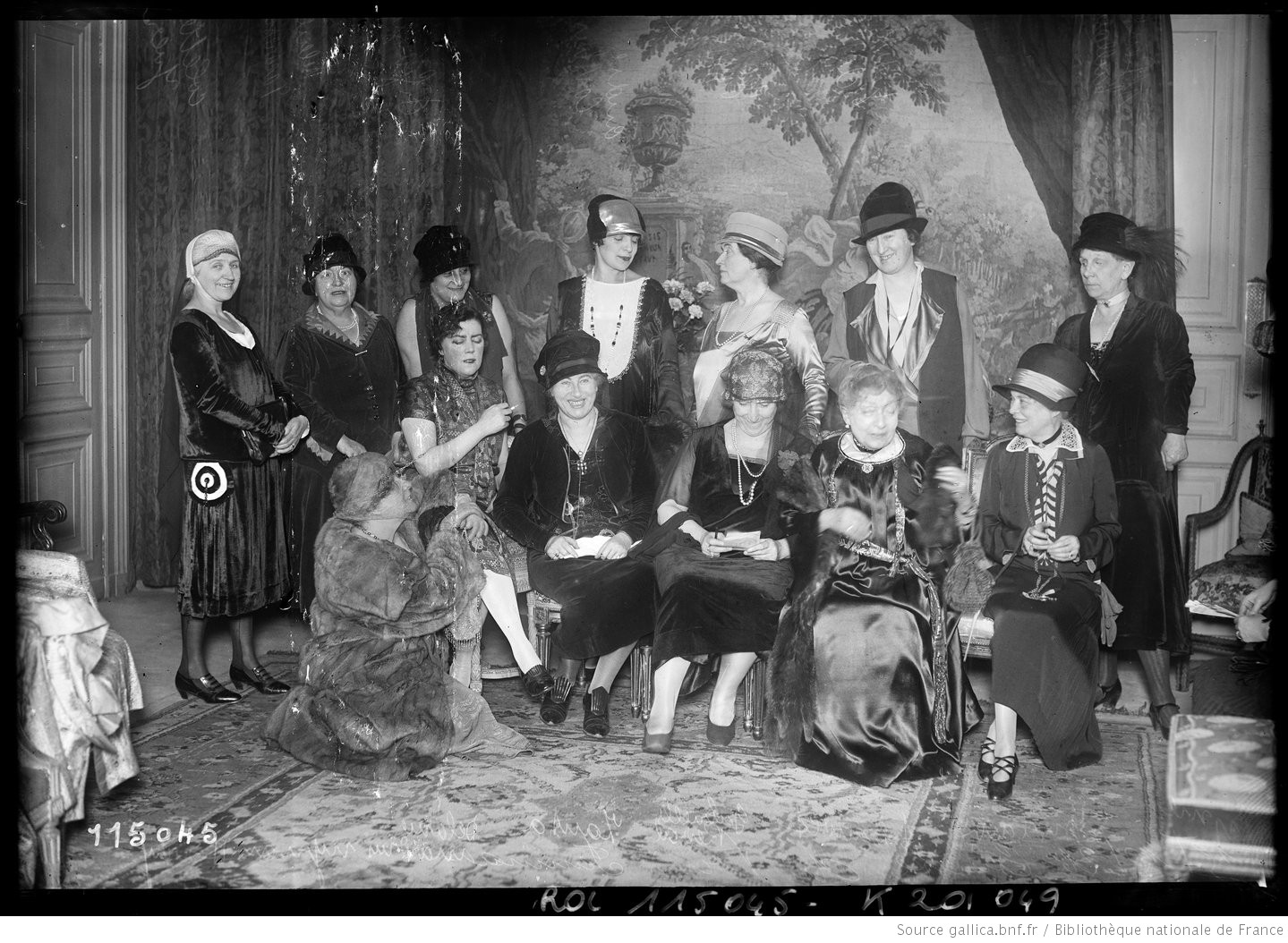
De jury van de Prix Femina 1926

De Prix Femina is een bekende Franse literatuurprijs, die jaarlijks wordt toegekend.

## Beschrijving
De Prix Femina, vaak ten onrechte gespeld als Prix Fémina, werd in 1904 op initiatief van de Franse dichteres Anna de Noailles (1876-1933) ingesteld door 22 medewerksters van het tijdschrift Vie heureuse (later omgedoopt tot Femina). Hij was bedoeld als alternatief voor de Prix Goncourt, die toentertijd feitelijk alleen aan mannelijke auteurs werd toegekend. Indirect moest met de instelling van de prijs bovendien de literaire sectie van Vie heureuse nieuw leven worden ingeblazen.
De Prix Femina wordt ieder jaar toegekend door een geheel uit vrouwen bestaande jury, meestal (maar niet uitsluitend) aan vrouwelijke auteurs. Hij kan zowel voor proza als poëzie worden verleend. Sinds 1985 wordt tevens de Prix Femina étranger toegekend, die is bedoeld voor wat de jury beschouwt als de beste in het Frans vertaalde buitenlandse roman. In 2002 werd bovendien voor essays de Prix Femina Essai ingesteld. Bij het eeuwfeest van de prijs in 2004 werd aan Simon Leys een bijzondere prijs verleend, de Prix Femina du centenaire.
De verschillende versies van de Prix Femina worden uitgereikt op de eerste woensdag van november, tegelijk met de Prix Médicis, in Hotel Crillon in Parijs.
In 1995 ontving Jeroen Brouwers de Prix Femina étranger voor Rouge décanté, de Franse vertaling van Bezonken rood.

## Prijswinnaars

### Prix Femina
- 1904: Myriam Harry, voor La Conquête de Jérusalem
- 1905: Romain Rolland, voor Jean-Christophe
- 1906: André Corthis, voor Gemmes et moires
- 1907: Colette Yver, voor Princesses de science
- 1908: Édouard Estaunié, voor La Vie secrète
- 1909: Edmond Jaloux, voor Le Reste est silence
- 1910: Marguerite Audoux, voor Marie-Claire
- 1911: Louis de Robert, voor Le Roman du malade
- 1912: Jacques Morel, voor Feuilles mortes
- 1913: Camille Marbo, voor La Statue voilée
- 1914, 1915, 1916: niet toegekend
- 1917: René Milan, voor L'Odyssée d'un transport torpillé
- 1918: Henri Bachelin, voor Le Serviteur
- 1919: Roland Dorgelès, voor Les Croix de bois
- 1920: Edmond Gojon, voor Le Jardin des Dieux
- 1921: Raymond Escholier, voor Cantegril
- 1922: Jacques de Lacretelle, voor Silbermann
- 1923: Jeanne Galzy, voor Les Allongés
- 1924: Charles Derennes, voor Le Bestiaire sentimental
- 1925: Joseph Delteil, voor Jeanne d'Arc
- 1926: Charles Silvestre, voor Prodige du cœur
- 1927: Marie Le Franc, voor Grand-Louis l'innocent
- 1928: Dominique Dunois, voor Georgette Garou
- 1929: Georges Bernanos, voor La Joie
- 1930: Marc Chadourne, voor Cécile de la Folie
- 1931: Antoine de Saint-Exupéry, voor Vol de nuit
- 1932: Ramon Fernandez, voor Le Pari
- 1933: Geneviève Fauconnier, voor Claude
- 1934: Robert Francis, voor Le Bateau-refuge
- 1935: Claude Silve, voor Bénédiction
- 1936: Louise Hervieu, voor Sangs
- 1937: Raymonde Vincent, voor Campagne
- 1938: Félix de Chazournes, voor Caroline ou le Départ pour les îles
- 1939: Paul Vialar, voor La Rose de la mer
- 1940, 1941, 1942, 1943: niet toegekend
- 1944: Les Éditions de Minuit, een uitgeverij
- 1945: Anne-Marie Monnet, voor Le Chemin du soleil
- 1946: Michel Robida, voor Le Temps de la longue patience
- 1947: Gabrielle Roy, voor Bonheur d'occasion
- 1948: Emmanuel Roblès, Les Hauteurs de la ville
- 1949: Maria Le Hardouin, voor La Dame de cœur
- 1950: Serge Groussard, voor La Femme sans passé
- 1951: Anne de Tourville, voor Jabadao
- 1952: Dominique Rolin, voor Le Souffle
- 1953: Zoé Oldenbourg, voor La Pierre angulaire
- 1954: Gabriel Veraldi, voor La Machine humaine
- 1955: André Dhôtel, voor Le Pays où l'on n'arrive jamais
- 1956: François-Régis Bastide, voor Les Adieux
- 1957: Christian Megret, voor Le Carrefour des solitudes
- 1958: Françoise Mallet-Joris, voor L'Empire céleste
- 1959: Bernard Privat, voor Au pied du mur
- 1960: Louise Bellocq, voor La Porte retombée
- 1961: Henri Thomas, voor Le Promontoire
- 1962: Yves Berger, voor Le Sud
- 1963: Roger Vrigny, voor La Nuit de Mougins
- 1964: Jean Blanzat, voor Le Faussaire
- 1965: Robert Pinget, voor Quelqu'un
- 1966: Irène Monesi, voor Nature morte devant la fenêtre
- 1967: Claire Etcherelli, voor Élise ou la Vraie Vie

- 1968: Marguerite Yourcenar, voor l'Œuvre au noir
- 1969: Jorge Semprún, voor La Deuxième Mort de Ramón Mercader
- 1970: François Nourissier, voor La Crève
- 1971: Angelo Rinaldi, voor La Maison des Atlantes
- 1972: Roger Grenier, voor Ciné-roman
- 1973: Michel Dard, voor Juan Maldonne
- 1974: René-Victor Pilhes, voor L'Imprécateur
- 1975: Claude Faraggi, voor Le Maître d'heure
- 1976: Marie-Louise Haumont, voor Le Trajet
- 1977: Régis Debray, voor La Neige brûle
- 1978: François Sonkin, voor Un amour de père
- 1979: Pierre Moinot, voor Le Guetteur d'ombre
- 1980: Jocelyne François, voor Joue-nous España
- 1981: Catherine Hermary-Vieille, voor Le Grand Vizir de la nuit
- 1982: Anne Hébert, voor Les Fous de Bassan
- 1983: Florence Delay, voor Riche et légère
- 1984: Bertrand Visage, voor Tous les soleils
- 1985: Hector Bianciotti, voor Sans la miséricorde du Christ
- 1986: René Belletto, voor L'Enfer
- 1987: Alain Absire, voor L'Égal à Dieu
- 1988: Alexandre Jardin, voor Le Zèbre
- 1989: Sylvie Germain, voor Jours de colère
- 1990: Pierrette Fleutiaux, voor Nous sommes éternels
- 1991: Paula Jacques, voor Déborah et les anges dissipés
- 1992: Anne-Marie Garat, voor Aden
- 1993: Marc Lambron, voor L'Œil du silence
- 1994: Olivier Rolin, voor Port-Soudan
- 1995: Emmanuel Carrère, voor La Classe de neige
- 1996: Geneviève Brisac, voor Week-end de chasse à la mère
- 1997: Dominique Noguez, voor Amour noir
- 1998: François Cheng, voor Le Dit de Tyanyi
- 1999: Maryline Desbiolles, voor Anchise
- 2000: Camille Laurens, voor Dans ces bras-là
- 2001: Marie NDiaye, voor Rosie Carpe
- 2002: Chantal Thomas, voor Les Adieux à la reine
- 2003: Dai Sijie, voor Le Complexe de Di
- 2004: Jean-Paul Dubois, voor Une vie française
- 2005: Régis Jauffret, voor Asiles de fous
- 2006: Nancy Huston, voor Lignes de faille
- 2007: Éric Fottorino, voor Baisers de cinéma
- 2008: Jean-Louis Fournier, voor Où on va, papa?
- 2009: Gwenaëlle Aubry, voor Personne
- 2010: Patrick Lapeyre, voor La vie est brève et le désir sans fin
- 2011: Simon Liberati, voor Jayne Mansfield 1967
- 2012: Patrick Deville, voor Peste et Choléra
- 2013: Léonora Miano, voor Le saison de l'ombre
- 2014: Yanick Lahens, voor Bain de lune
- 2015: Christophe Boltanski, voor La Cache
- 2016: Marcus Malte, voor Le Garçon
- 2017: Philippe Jaenada, voor La Serpe
- 2018: Philippe Lançon, voor Le Lambeau
- 2019: Sylvain Prudhomme, voor Par les routes
- 2020: Serge Joncour, voor Nature humaine
- 2021: Clara Dupont-Monod, voor S'adapter
- 2022: Claudie Hunzinger, voor	Un chien à ma table
- 2023: Neige Sinno, voor Triste Tigre
- 2024: Miguel Bonnefoy, voor Le Rêve du Jaguar

### Prix Femina Étranger
- 1985: John Maxwell Coetzee, voor Michael K, sa vie, son temps
- 1986: Torgny Lindgren, voor Bethsabée
- 1987: Susan Minot, voor Mouflets
- 1988: Amos Oz, voor La Boîte noire
- 1989: Alison Lurie, voor La Vérité sur Lorin Jones
- 1990: Vergilio Ferreira, voor Matin perdu
- 1991: David Malouf, voor Ce vaste monde
- 1992: Julian Barnes, voor Love, etc.
- 1993: Ian McEwan, voor L'Enfant volé
- 1994: Rose Tremain, voor Royaume interdit
- 1995: Jeroen Brouwers, voor Rouge décanté
- 1996: Javier Marias, voor Demain dans la bataille, pense à moi
- 1997: Jia Pingwa, voor La Capitale déchue
- 1998: Antonio Muñoz Molina, voor Pleine Lune
- 1999: Hitonari Tsuji, voor Le Bouddha blanc
- 2000: Jamaica Kincaid, voor Mon Frère
- 2001: Keith Ridgway, voor Mauvaise Pente
- 2002: Erri De Luca, voor Montedidio
- 2003: Magda Szabó, voor La porte
- 2004: Hugo Hamilton, voor Sang impur

- 2005: Joyce Carol Oates, voor The Falls
- 2006: Nuala O'Faolain, voor L'Histoire de Chicago May
- 2007: Edward Saint-Aubyn, voor Le goût de la mère
- 2008: Sandro Veronesi, voor Chaos calme
- 2009: Matthias Zschokke, voor Maurice à la poule
- 2010: Sofi Oksanen, voor Purge
- 2011: Francisco Goldman, voor Dire son nom
- 2012: Julie Otsuka, voor Certaines n'avaient jamais vu la mer
- 2013: Richard Ford, voor Canada
- 2014: Zeruya Shalev, voor Ce qui reste de nos vies
- 2015: Kerry Hudson, voor  La courleur de l'eau
- 2016: Rabih Alameddine, voor Les Vies de papier
- 2017: John Edgar Wideman, voor Écrire pour sauver une vie
- 2018: Alice McDermott, voor La Neuvième Heure
- 2019: Manuel Vilas voor Ordesa
- 2020: Deborah Levy, voor Le Coût de la vie en Ce que je ne veux pas savoir
- 2021: Ahmet Altan, voor Madame Hayat

### Prix Femina Essai
- 2002: Michael Barry, voor Massoud
- 2003: Jean Hatzfeld, voor Une saison de machettes
- 2004: Roger Kempf, voor L'Indiscrétion des frères Goncourt
- 2005: Thérèse Delpech, voor L'ensauvagement
- 2006: Claude Arnaud, voor Qui dit je en nous? Une histoire subjective de l'identité
- 2007: Gilles Lapouge, voor L'Encre du voyageur
- 2008: Denis Podalydès, voor Voix off
- 2009: Michèle Perrot, voor Histoire de chambres
- 2010: Jean-Didier Vincent, voor Elisée Reclus : Géographe, anarchiste, écologiste
- 2011:  Laure Murat, voor L'Homme qui se prenait pour Napoléon : Pour une histoire politique de la folie
- 2012: Tobie Nathan, voor Ethno-roman

- 2013: Jean-Paul Enthoven et Raphaël Enthoven, voor Dictionnaire amoureux de Marcel Proust
- 2014: Paul Veyne, voor Et dans l'éternité je ne m'ennuierai pas
- 2015: Emmanuelle Loyer, voor Claude Lévy-Strauss
- 2016: Ghislaine Dunant, voor Charlotte Delbo, la vie retrouvée
- 2017: Jean-Luc Coatalem, voor Mes pas vont ailleurs
- 2018: Elisabeth De Fontenay, voor Gaspard de la nuit
- 2019: Emmanuelle Lambert, voor Giono, furioso
- 2020: Christophe Granger, voor Joseph Kabris ou les Possibilités d'une vie
- 2021: Annie Cohen-Solal, voor Un étranger nommé Picasso

### Prix Femina des lycéens
- 2016: Nathacha Appanah, voor Tropique de la violence
- 2017: Jean-Baptiste Andrea, voor Ma reine
- 2018: Isabelle Desesquelles, voor Je voudrais que la nuit me prenne
- 2019: Victor Jestin, voor La Chaleur
- 2020: Laurent Petitmangin, voor Ce qu'il faut de nuit
- 2021: Ananda Devi, voor Le Rire des déesses
- 2022: Polina Panassenko, voor Tenir sa langue
- 2023: Éric Chacour, voor Ce que je sais de toi (nl: Wat ik van je weet)
- 2024: Gabriella Zalapi, voor Ilaria ou la conquête de la désobéissance